# Georg Anton von Stahl

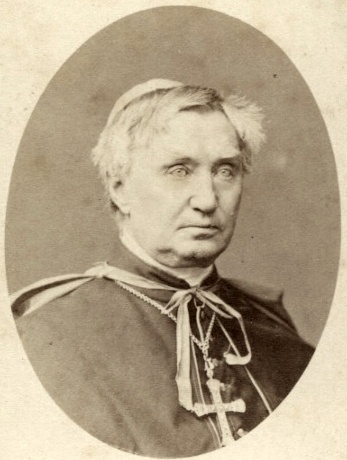
Georg Anton von Stahl

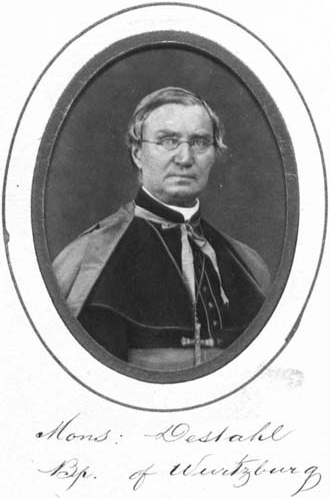
Georg Anton von Stahl, offizielles Foto aus dem Album der Konzilsväter, 1870

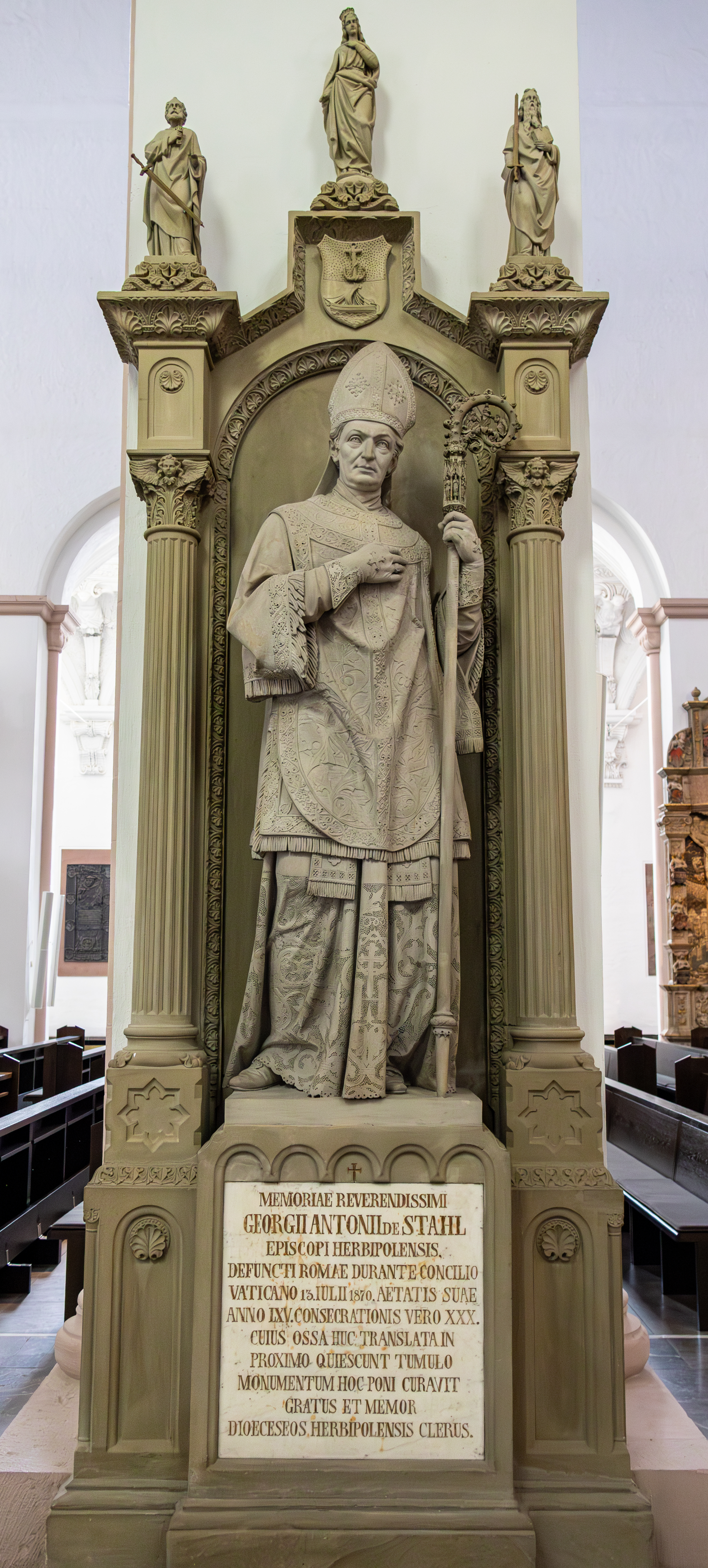
Darstellung des Bischofs auf seinem Epitaph im Würzburger Dom

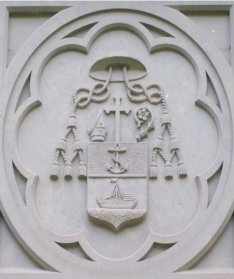
Wappen des Bischofs

Georg Anton (Ritter) von Stahl (bis zum 31. Dezember 1849: Georg Anton Stahl; * 29. März 1805 in Stadtprozelten; † 13. Juli 1870 in Rom) war Theologe und von 1840 bis 1870 Bischof von Würzburg.

## Leben

### Herkunft und Jugend
Georg Anton Stahl war das neunte von elf Kindern des Mainschiffers Franz Michael Stahl und seiner Ehefrau Katharina. Als sich in der Volksschule seine außerordentliche Begabung zeigte, erhielt er ab 1816 Privatunterricht durch Michael Schnetter, dem späteren Mainzer Domkapitular, der damals Kaplan in Stadtprozelten war. Dank dessen konnte Georg Anton Stahl das Humanistische Gymnasium in Aschaffenburg besuchen, an dem er als 16-Jähriger das Abitur mit dem Prädikat „vorzüglich würdig“ erlangte.

### Student, Seelsorger und Professor
Sein Förderer Schnetter regte Stahl auch an, Theologie zu studieren, um Priester zu werden. Er begann sein Studium in Aschaffenburg und in Würzburg. Von 1827 bis 1830 vollendete er seine Studien am Pontificium Collegium Germanicum et Hungaricum de Urbe in Rom.
Ab 1830 war Stahl Kaplan in Aschaffenburg, ab 1833 zudem Religionslehrer am dortigen Humanistischen Gymnasium. Einer seiner Schüler war Franz Hettinger, den er sehr beeindruckte. 1838 wurde Stahl zum Professor der Dogmatik an der Universität Würzburg berufen.

### Bischof von Würzburg
König Ludwig I. ernannte Georg Anton Stahl am 13. April 1840 zum Bischof von Würzburg. Er war der erste bürgerliche Bischof im Bistum Würzburg. Er beendete damit eine jahrhundertealte Tradition, die ausschließlich dem Adel Zugang zu hohen geistlichen Würden ermöglicht hatte. Infolgedessen wurde er nicht nur in konservativen Kreisen abwartend beobachtet. Karl August von Reisach, einer seiner Förderer, empfahl ihn gegenüber dem König jedoch als „fromm, gelehrt und lebendigen Glaubens“.
1841 feierte das Bistum Würzburg den 1100. Jahrestag seiner Gründung. Der Höhepunkt des Jubiläumsjahres war das Salzburgfest am 12. Juli 1841, bei dem König Ludwigs I. der Ehrengast war. Man sah in der Burg Salzburg die Keimzelle des Bistums und versuchte diese These mit kurz zuvor unternommenen Ausgrabungen einer Kapelle zu untermauern und zu veranschaulichen. Mit einiger Verzögerung erfolgte 1843 eine weitere, eher kirchlich orientierte Feierlichkeit in Würzburg. Papst Gregor XVI. verlieh allen Teilnehmern unter bestimmten Bedingungen einen vollkommenen Ablass.
Bischof Stahl war der Gastgeber der erste Deutschen Bischofskonferenz, die 1848 in Würzburg zusammenkam. Hauptthemen waren das Verhältnis von Kirche und Staat sowie eine Neubelebung der Kirche unter Einbeziehung der Laien. Während der Amtszeit von Bischof Stahl bildeten sich die Caritas-Vereine aus. Es gab kaum eine katholische Familie im Bistum, deren Mitglieder nicht mindestens einem der katholischen Vereine beitraten.
In der Theologischen Fakultät der Königlich Bayerischen Julius-Maximilians-Universität in Würzburg bewirkte Bischof Stahl, dass mehrere Lehrstühle mit römisch geprägten und gesonnenen Professoren besetzt wurden, darunter die Germaniker Franz Hettinger und Joseph Hergenröther. Anton von Scholz, den späteren Professor und Rektor der Universität Würzburg, berief Stahl am 1. Februar 1855 zu seinem Kaplan und Privatsekretär. Zu Stahls Verdiensten gehört die Einführung einer diözesanen Zentralregistratur.

### Tod beim Vatikanischen Konzil
Georg Anton von Stahl starb am Morgen des 13. Juli 1870 während des Ersten Vatikanums in Rom im deutschen Kolleg Santa Maria dell’Anima – fünf Tage vor der Konzilssitzung, in welcher er bei der Abstimmung über das Dogma der päpstlichen Unfehlbarkeit mit placet votieren wollte.
Sein Leichnam traf am 18. Juli 1870 in Würzburg ein. Kaspar Kunkel aus Oberleinach, sein Kammerdiener, der ihn nach Rom begleitet hatte, starb wenige Stunden vor Bischof Stahl und wurde im Campo Santo Teutonico beigesetzt.

## Ehrungen
- König Maximilian II. Joseph ernannte Georg Anton Stahl am 1. Januar 1850 zum Ritter des Verdienstordens der Bayerischen Krone.[9] Damit war die Erhebung in den persönlichen Adel verbunden.
- 1861 verlieh König Maximilian II. Joseph ihm das Komturkreuz des Verdienstorden der Bayerischen Krone.